# Брюхер, Хайнц
Хайнц Брюхер (нем. Heinz Brücher, 1915—1991) — немецкий ботаник и генетик, сотрудник Аненербе, унтерштурмфюрер СС.

## Биография
Посещал народную школу в Эрбахе и высшее реальное училище в Михельштадте. В 1933—1938 гг. изучал ботанику, зоологию, антропологию и учение о наследственности в Йенском и Тюбингенском университетах. В 1938 году защитил кандидатскую, в 1940 году — докторскую диссертации. Работал в Институте исследования человеческой наследственности и расовой политики и Обществе кайзера Вильгельма. С 1943 года состоял в Личном штабе рейхсфюрера СС.
В конце 1942 года был рекомендован Карлом Штуббом и Эрнстом Шефером на место главы команды СС по сбору растений (SS-Sammelkommando). С июня 1943 года Брюхер совершал поездки по оккупированным восточным территориям. В его обязанности, помимо прочего, входил сбор на Украине и в Крыму генетического материала. В ходе своей работы воспользовался неэвакуированными собраниями семян растений, заготовленными Николаем Вавиловым. В том же году констатировал, что захват восточных территорий Германией обеспечил настоящее и будущее снабжение немецкого населения продуктами питания. С 1 ноября 1943 года возглавлял учебно-исследовательский отдел генетики растений Аненербе. В феврале 1945 года получил приказ уничтожить лаборатории до того, как их захватят советские войска, но отказался это сделать.
В 1948 году через Швецию уехал в Латинскую Америку. Работал профессором генетики и ботаники в университете Тукумана (Аргентина), затем в Буэнос-Айресе, Асунсьоне и Каракасе. Позднее был директором опытного проекта семеноводства в тропиках на острове Тринидад и советником по биологии ЮНЕСКО.
Убит на своей ферме. По одной версии, стал жертвой разбойного нападения. По другой, разрабатывал фитопатогенный вирус, поражающий кокаиновые кусты, и был ликвидирован по приказу наркобаронов.

## Награды
- Крест Военных заслуг 2-й степени с мечами (1945)

## Сочинения
- Useful plants of neotropical origin and their wild relatives. Berlin : Springer, 1989.
- Die sieben Säulen der Welternährung. Frankfurt am Main : Kramer, 1982.
- Tropische Nutzpflanzen. Berlin, Heidelberg, New York : Springer, 1977.
- Beiträge zur Abstammung der Kulturkartoffel.Berlin : Dt. Akad. d. Landwirtschaftswissenschaften, 1958.
- Stammesgeschichte der Getreide. Stuttgart : Franckh, 1950.
- Über den Einfluß des Genoms auf die reziproken Verschiedenheiten bei Rassenkreuzungen von Epilobium hirsutum. Weida i. Thür., 1938.
- Ernst Haeckels Bluts- und Geistes-Erbe.München : J. F. Lehmanns Verl., 1936.